# بطونكة
بَطُونِكَة هو جنس من النباتات في الفصيلة الشفوية.